# بير شرينر
بير شرينر (بالنرويجية البوكمول: Per Schreiner)‏ هو اقتصادي نرويجي، ولد في 14 يوليو 1932، وتوفي في 28 أكتوبر 2005.